# I'm All Ears (album Let's Eat Grandma)
I'm All Ears è il secondo album in studio del duo musicale britannico Let's Eat Grandma, pubblicato il 29 giugno 2018 dalla Transgressive Records. Quattro singoli hanno preceduto l'uscita dell'album: Hot Pink, Falling Into Me, It's Not Just Me e Ava. L'album ha ricevuto ampi consensi dalla critica musicale.
Il duo ha pubblicato il primo singolo dell'album, Hot Pink, il 30 gennaio 2018, con un video musicale diretto da Balan Evans pubblicato il 21 febbraio, in cui affermavano che stavano "cercando di navigare in una città in cui la percezione della realtà da parte delle persone sta diventando sempre più distorta nella paura che finiamo allo stesso modo." L'album è stato annunciato il 21 marzo insieme all'uscita del secondo singolo, Falling Into Me, una canzone di cui hanno detto che si tratta di "conoscere qualcuno e superare le tue paure di sentirti insicuro". It's Not Just Me è stato pubblicato come terzo singolo il 18 aprile con un video musicale di accompagnamento diretto da Evans. Il quarto e ultimo singolo, che ha preceduto di qualche settimana l'album, Ava, è stato pubblicato il 12 giugno 2018. Secondo il duo, la canzone esplora "la consapevolezza che man mano che invecchi alcune cose sono più complicate, e dall'esterno guardare una persona non puoi sempre vedere quanto siano difficili da risolvere alcuni problemi."
L'album è stato pubblicato il 29 giugno 2018 su 2xLP, CD, cassette, download digitale e servizi di streaming tramite Transgressive Records.

## Accoglienza
In Metacritic, che assegna una valutazione normalizzata su 100 alle recensioni delle pubblicazioni tradizionali, I'm All Ears ha ricevuto un punteggio medio di 85, sulla base di 23 recensioni, indicando "un plauso universale". The Guardian ha dato all'album un punteggio perfetto, con Laura Snapes che lo ha definito straordinario. Will Hermes di Rolling Stone ha scritto: "In definitiva è lo spirito di avventura che attraversa l'intera impresa che rende la diversità perfettamente coerente e tempestiva. Il futuro, dopotutto, appartiene ai giovani". Il critico di Pitchfork Meaghan Garvey ha detto , "I'm All Ears rende commovente la comunicazione appiattita, che colpisce non per la novità di essere fatta dagli adolescenti, ma perché parla con una precisione così imponente all'esperienza di un adolescente nel 2018.". Il critico di Q Niall Doherty ha detto che il duo "si è rivelato un talento raro e brillante", mentre Ilana Kaplan di The Independent ha scritto: "Come disco tanto avvincente dal punto di vista dei testi quanto audace dal punto di vista sonoro, I'm All Ears è un ammirevole seguito di un debutto impressionante."

## Tracce
1. Whitewater – 1:57
2. Hot Pink – 4:08
3. It's Not Just Me – 3:55
4. Falling Into Me – 5:46
5. Snakes & Ladders – 5:57
6. Missed Call – 0:37
7. I Will Be Waiting – 4:23
8. The Cat's Pyjamas – 1:05
9. Cool & Collected – 9:17
10. Ava – 3:04
11. Donnie Darko – 11:19